# Dōkyō
Dōkyō (道鏡, 700-772) est un moine bouddhiste de la secte Hossō-shū. Dans la mesure où il naît dans la famille Yuge de la lignée du clan Mononobe, il est aussi connu sous le nom de Yuge no Dōkyō. Il est le frère de Yuge no Kiyoto.

## Biographie
Dōkyō est né à Wakaegun, dans la province de Kawachi (l'actuelle Yao, dans la préfecture d'Osaka). Dans sa jeunesse, il devient le disciple du moine Gien, et apprend le sanskrit de Rōben. De plus, la légende affirme que Dōkyō acquiert de mystérieux sorts du bouddhisme ésotérique en s'entraînant dans une montagne de la province de Yamato.
En 761, il soigne la maladie de l'ancienne impératrice Kōken et gagne ainsi le respect général. Il acquiert aussi une grande influence sur elle. Il manœuvre pour qu'elle remonte sur le trône, et en 764 elle dépose l'empereur Junnin et remonte sur le trône sous le nom de Shōtoku.
Dōkyō est nommé Shō-sōzu en 763. En 765, contre l'avis de ses ministres, Shōtoku promeut le moine au titre de daijō daijin zenji, puis à celui de hō-ō l'année suivante, ce qui fait de lui l'héritier théorique du trône et lui permet d'avancer des mesures politiques basées sur la philosophie bouddhiste. Cependant, il complote pour s'assurer le trône, s'arrangeant pour recevoir du sanctuaire d'Usa dans la province de Buzen un message divin déclarant que Dōkyō est destiné à être le prochain empereur. Fujiwara no Momokawa fait échouer ce plan en envoyant Wake no Kiyomaro obtenir un second message divin annulant le premier. Dōkyō est alors assigné à résidence, puis banni dans la province de Shimotsuke à la mort de Shōtoku en 770. Le 7 avril 772, un rapport annonçant sa mort parvient à la capitale.
À cause de l'influence que Dōkyō avait eu sur Shōtoku, les ministres déclarent alors les femmes inaptes à régner et décident qu'il ne pourrait plus y avoir d'impératrice régnante. L'influence des moines de Nara ne cessant cependant pas d'augmenter, l'empereur Kammu décide en 784 de déplacer la capitale.
Une tombe dans un temple de Minamikawachi, dans la préfecture de Tochigi est supposée être celle de Dōkyō.

## Référence
- (fr) Louis Frédéric, Le Japon, dictionnaire et civilisation, Paris, Robert Laffont, coll. « Bouquins », 1996, 1419 p. [détail des éditions] (ISBN 2-221-06764-9)
- Notices d'autorité :   - VIAF
  - ISNI
  - LCCN
  - Japon
  - Israël
  - WorldCat